# Colgante bicónico talayótico
Un colgante bicónico talayótico, también conocido como lágrima o cuenta bicónica talayótica es un objeto de bronce que se documenta en un gran número de yacimientos funerarios de la edad del bronce o periodo pretalayótico de Menorca (Islas Baleares). Se trata de uno de los objetos aparecidos en contextos arqueológicos menorquines más enigmáticos debido a su forma y producción, así como por el desconocimiento que se tiene de su uso. Es, por lo tanto, un objeto arqueológico del cual todavía se sabe muy poca cosa.

## Material, producción y forma
Los colgantes bicónica talayóticos están realizados mayoritariamente en bronce, aunque se han documentado también algunos de plomo o con un alto porcentaje de este metal. Su nombre viene dado por su propia forma y por el engrosamiento bicónico de la parte central de la pieza. Su forma es muy característica y exclusiva: formado por dos troncos de cono unidos por la base, dejando un espacio cónico-tubular que atraviesa toda su longitud.
Es muy probable que la producción de este tipo de piezas se hiciera con un molde de fundición de dos valvas o, incluso, con la técnica de la cera perdida y a partir de una pieza única.
Algunas de estas piezas tienen una pequeña bolita en uno de sus extremos, también de metal y con perforación de función desconocida.

## Investigaciones alrededor de los colgantes bicónicos
El primer autor que nos hace referencia a estos objetos es Juan Ramis y Ramis en su obra Antigüedades célticas de la Isla de Menorca del año 1818. Los primeros documentos gráficos de este tipo de piezas los recoge el arqueólogo francés Émile Cartailhac en 1888 con los dibujos de algunos de estos colgantes. El siguiente investigador en hacer referencia será Waldemar Fenn en 1950 en su obra Gráfica Prehistórica de España y el Origen de la Cultura Europea. Fenn nos dibuja una de estas piezas y nos la describe como un "pendiente tubular de bronce para adorno de peinado". Además nos comenta que es habitual su presencia en cuevas y navetas de enterramiento y nos reafirma que "forman parte de los tocados que se fijaban como pendiente en los extremos de las trenzas al modo del tocado de la Dama de Elche".
En 1982 Cristóbal Veny hace una propuesta tipológica a raíz de sus excavaciones en la necrópolis de Calescoves según la morfología de las piezas. En su publicación Veny afirma que se trata de colgantes y los sitúa cronológicamente alrededor del siglo VIII a. C. C.
En torno a la propuesta de Veny, en 1999 un equipo de la Universidad Autónoma de Barcelona trabajó los colgantes bicónicos según la tipología de Veny y en relación con la excavación que este equipo realizó en la Cova des Càrritx y concretamente en el espacio de "Es Forat de Ses Aritges". Este equipo afirma que estas piezas serían más antiguas que lo que propone Veny y que su uso podría haber sido en torno a los siglos X y IX cal aC, comparándolos con piezas parecidas de la región del Mediodía francés.
Investigaciones más recientes como las desarrolladas por Lluís Plantalamor, Jaume Sastre y Silvia Villalonga publicadas en 2009 nos afirman que estos objetos podrían haber sido fabricados a partir de dos cuerpos unidos por la base o la cresta y que cronológicamente los podríamos atribuir a culturas calcolíticas como nos plantean con la comparación que hacen con ajuares funerarios megalíticos del sur de Francia. Este equipo llegó a esta conclusión a partir de la excavación que realizó el monumento funerario de Son Olivaret y de las colecciones del Museo Municipal de Ciudadela de objetos procedentes de la Cova de s'Alblegall.
El último estudio profundo en relación con los colgantes bicónicos talayóticos fue hecho por el arqueólogo Simón Gornés que publicó en 2018 sus investigaciones. En este trabajo Gornés hace una recopilación sobre las anteriores propuestas e investigaciones en relación con estos objetos, pero también hace un estudio metalúrgico y un análisis morfométrico proponiendo una nueva tipología. En este propuesta divide los objetos en dos grupos según sus dimensiones y peso. El grupo A estaría formado por colgantes con una longitud de entre 17 y 28mm y anchura entre 16 y 20mm, con un peso entre los 6 y los 21gr. Por otra parte el grupo B lo formarían piezas con una longitud de entre 61 y 83mm, anchura entre 27 y 35m y peso entre 36 y 68gr. Gornés nos afirma que esta diferencia podría corresponder a la fabricación a partir de diferentes talleres o artesanos. Finalmente este arqueólogo hace una reflexión sobre su posible funcionalidad, afirmando que con las investigaciones que se han realizado hasta ahora no se puede determinar qué uso tuvieron. Aun así cuestiona la propuesta que pudiera ser un colgante al afirmar que las marcas de desgaste del tubo que llevan a algunos investigadores a decir que es causado por un cordel para ir colgado, podría no serlo. Además se pregunta cuál es la función de la pequeña bola esférica que acompaña estos objetos y si tendría ninguna relación con una función ornamental. Gornés propone, incluso, que podría haber tenido otro tipo de movimiento, como el de torsión, que también podría haber provocado estas marcas en las piezas. Así, aunque no descarta que pudiera ser un simple colgante decorativo, propone otras funciones como la de peso de telar, instrumento musical o algún utensilio similar a una fusayola.

## Dispersión y lugares de hallazgo
Los colgantes bicónicos talayóticos se encuentran documentados sólo en la isla de Menorca. Se encuentran un gran número, pero casi siempre en contextos funerarios y en diversa tipología de monumentos ya sea en cuevas naturales con muro ciclópeo como en hipogeos de planta sencilla, protonavetes, navetas de enterramiento o en navetas de habitación y yacimientos domésticos pretalayóticos. Algunos monumentos donde se han documentado colgantes bicónicos son:
- - Calescoves: cova LXXVIII, hipogeus XI, XXI, LXXVIII i LXXX
  - Cova d'Es Càrritx
  - Es Forat de Ses Artiges
  - Cova des Mussol
  - Cova des Cap - Algendar Nou
  - Protonaveta de Son Olivaret
  - Cova des Pas
  - Naveta de Sa Torreta de Tramuntana
  - Naveta de La Cova
  - Son Morell
  - Naveta de Binipati
  - Naveta de Binimaimut
  - Talayot de Trebalúger
  - Naveta de Clariana